# Geertruida van Hettinga Tromp
Tjitske Geertruida Maria van Hettinga Tromp (Groningen, 11 april 1872 – Zwolle, 22 februari 1962) was een Nederlands schilder, tekenaar en graficus. Ze gebruikte het monogram GvHT, maar signeerde ook als M. van Hettinga Tromp en T.G.M. v. H. Tromp.

## Leven en werk
Van Hettinga Tromp was een dochter van Jan van Hettinga Tromp (1831-1912) en Johanna Aritia Baart de la Faille (1836-1909). Haar vader was  ontvanger der registratie en domeinen in Groningen. Het gezin verhuisde naar Hoorn (1884) en Utrecht (1892), toen hij daar werd aangesteld als bewaarder van de hypotheken, het kadaster en de scheepsbewijzen. Na zijn pensioen verhuisde het gezin in 1905 naar Den Haag. Van Hettinga Tromp was van ca. 1890 tot 1894 leerling van de MO-cursus aan de Haagse Academie van Beeldende Kunsten. Ze kreeg les van Henk Bremmer en wordt gerekend tot de kunstenaarsgroep Bremmerianen.
Van Hettinga Tromp schilderde, tekende en lithografeerde onder meer bloem- en vruchtstillevens, (kerk)interieurs, portretten en architectuurgezichten. Ze was lid van de in 1933 opgerichte Nieuwe Schilders- en Beeldhouwerskring, met onder anderen Pyke Koch, Simon Moulijn, John Rädecker en Charley Toorop, en van kunstenaarsvereniging De Brug, waarmee ze ook exposeerde. Naast de groepsexposities had ze een aantal solo-exposities bij de Haagse kunsthandels d'Audretsch in 1924 en G.J. Nieuwenhuizen Segaar in 1939, 1952 (ter gelegenheid van haar 80e verjaardag) en postuum in 1962. Volgens criticus Cornelis Veth sprak haar werk "van een liefdevolle piëteit voor materie, doel en constructieve beteekenis van elk detail", vooral in haar "intieme uitbeelding van gebouwen", hij vergeleek het met werk van Pieter Saenredam en Jan van der Heyden.
Vanaf 1934 woonde Van Hettinga Tromp samen met de schilderes Jo Koster. In 1942 verhuisden ze beiden naar Zwolle. Tijdens de bezetting hield Van Hettinga Tromp een dagboek bij, waarin ze de laatste jaren van haar in 1944 overleden vriendin Jo Koster beschreef.
Van Hettinga Tromp overleed op 89-jarige leeftijd in het Sophia-ziekenhuis te Zwolle.

## Enkele werken
- 1905: Portret van Anna Petronella de Kanter (1880-1931), privébezit uit de collectie van Henk Bremmer.
- 1911: Stilleven met baardmankruikje, collectie Kröller-Müller Museum.
- 1913: Boerderijtje te Kortenhoef bij Loosdrecht, collectie Centraal Museum.
- 1914: Portret van Helene Kröller-Müller (1869-1939), collectie Jachthuis Sint-Hubertus.
- 1941: Portret van Lodewijk Ernst Visser (1871-1942), president van de Hoge Raad der Nederlanden, collectie H.R.d.N..
- 1942: Stilleven met wit beeldje, vaasje, en kannetje, collectie Centraal Museum.
- 1950: Buurtje in Zaltbommel, collectie Centraal Museum.